# Pompel og Pilt
Pompel og Pilt, även med titeln Reparatørene kommer!, är en norsk barn-TV-serie från 1969, skapad av Bjørg och Arne Mykle i samarbete med Ebbe Ording. Den handlar om de två reparatörerna Pompel och Pilt som letar efter någonting att reparera. I varje avsnitt anländer de till ett märkligt byggnadskomplex, där de drabbas av förvirrande händelseförvecklingar och stöter på den påstridige vaktmästaren Gorgon. TV-serien är gjord med handdockor och filmad i svartvitt.
Serien består av fem drygt tio minuter långa avsnitt. Den sändes ursprungligen på NRK från 10 oktober till 7 november 1969. Den har därefter visats i repris 1973, 1976, 1979, 1985 och 1994. Dess amoraliska och absurda berättande gav upphov till debatt om huruvida detta var passande underhållning för barn. Serien har senare fått kultstatus i Norge, i synnerhet hos den generation som växte upp på 1970-talet.

## Avsnitt
1. "Reparatørene kommer". Sänt 10 oktober 1969.
2. "Reparatørene kommer – og kommer". Sänt 17 oktober 1969.
3. "Reparatørene kommer igjen". Sänt 24 oktober 1969.
4. "Reparatørene kommer tilbake". Sänt 31 oktober 1969.
5. "Reparatørene kommer tilbake igjen". Sänt 7 november 1969.